# U-Bahn-Station Industriehof
Industriehof ist eine oberirdische Station auf der C-Strecke der U-Bahn Frankfurt. Die Station wurde am 11. Oktober 1986 eröffnet und wird von den Linien U6 und U7 angefahren.
Bis 11. Dezember 2010 trug die Station den Namen Industriehof/Neue Börse.

## Lage

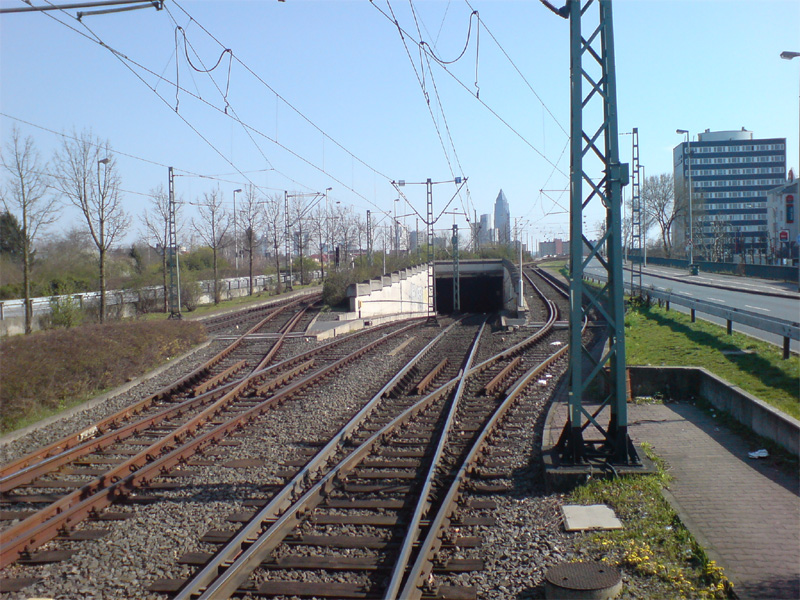
Tunnelrampe und Anschluss an Gleise der Straßenbahn

Die U-Bahn-Station befindet sich im gleichnamigen Gewerbe- und Wohngebiet Industriehof, welches in Frankfurt-Bockenheim an der Grenze zum Stadtteil Hausen liegt.
Im Frankfurter U-Bahn-Netz vereinigen sich die westlichen Linienäste der U6 und U7 von den Stationen Große Nelkenstraße bzw. Fischstein kommend an der Station Industriehof. Die Gleise führen Richtung Osten über eine Rampe in den Tunnel der C-Strecke weiter zum U-Bahnhof Kirchplatz. Die von der Breitenbachbrücke kommenden Betriebsgleise der Frankfurter Straßenbahn schließen auf Höhe der Rampe beidseitig mit je einem Gleis an die Strecke an. Von  der Praunheimer Brücke kamen die Linie 18 und 21; von der Heerstraße die Linie 22 bzw. derer Vorgängerlinie.

## Betrieb
Die U-Bahn-Station Industriehof besitzt zwei Außenbahnsteige und wird von den Linien U6 und U7 bedient.
| Linie | Verlauf | Takt                 |
| ----- | --- | -------------------- |
| S6    | Hausen – Große Nelkenstraße – Industriehof – Kirchplatz – Leipziger Straße – Bockenheimer Warte – Westend – Alte Oper – Hauptwache – Konstablerwache – Zoo – Ostbahnhof | 10 min 7/8 min (HVZ) |
| S7    | Praunheim Heerstraße – Friedhof Westhausen – Stephan-Heise-Straße – Hausener Weg – Fischstein – Industriehof – Kirchplatz – Leipziger Straße – Bockenheimer Warte – Westend – Alte Oper – Hauptwache – Konstablerwache – Zoo – Habsburgerallee – Parlamentsplatz – Eissporthalle/Festplatz – Johanna-Tesch-Platz – Schäfflestraße – Gwinnerstraße – Kruppstraße – Hessen-Center – Enkheim | 10 min 7/8 min (HVZ) |

Zudem bestehen Umsteigemöglichkeiten zu den Metrobussen M34, M72 und M73 sowie zum Nachtbus N7.
Planungen für den Ausbau der Frankfurter Straßenbahn aus dem Jahr 2020 sahen eine neue Linie 13 vom Gutleutviertel über die aktuellen Betriebsgleise in der Schloßstraße weiter bis zum Industriehof als weitere Umstiegsmöglichkeit zur U-Bahn vor. Aufgrund von Kapazitätsengpässen an der Straßenbahn-Haltestelle am Frankfurter Hauptbahnhof wird dieses Vorhaben jedoch vorerst nicht weiter verfolgt.